# Amniota
Amniotas são um clado que incluí todos os animais cujos embriões são rodeados por uma membrana amniótica. Os amniotas são um grupo de vertebrados tetrápodes que incluem os mamíferos (Synapsida) e os sauropsídeos (répteis e dinossáurios, incluindo as aves).

## Descrição
Os amniotas são definidos por terem um desenvolvimento embrionário que inclui a formação de várias membranas: o âmnion, o córion e a alantoide. Os amniotas desenvolvem-se directamente em uma forma tipicamente terrestre, com membros e um epitélio espesso e estratificado, em vez de entrarem num estágio larvar seguido de metamorfose como acontece em anfíbios. Nos amniotas, a transição da periderme para um epitélio córneo, é despoletado por uma hormona da tiróide, durante o desenvolvimento embrionário (noutros tipos de animais este processo dá-se por metamorfose). As características embriónicas específicas dos amniotas podem reflectir especializações dos ovos de maneira a poderem sobreviver a ambientes mais secos. A dimensão dos ovos e o seu grande conteúdo em vitelo podem beneficiar o desenvolvimento directo em formas de maiores dimensões.
As características dos amniotas que propiciam a sobrevivência em terra incluem:
- Uma casca de ovo com uma dureza razoável, embora porosa.
- Uma alantóide que facilita a respiração e providencia um reservatório para os produtos de excreção.
- Os rins e parte do intestino conseguem reter uma quantidade apreciável de água.

A maioria dos mamíferos não possui ovos com casca: as estruturas correspondente encontram-se na própria placenta.
Os primeiros amniotas, tal como a espécie Casineria kiddi, que viveu há cerca de 340 milhões de anos, assemelhavam-se a pequenos lagartos. Os seus ovos eram pequenos e cobertos com uma membrana mole. Apesar de alguns modernos anfíbios fazerem postura em terra, eles carecem a característica de possuir um âmnion. Este tipo de ovo só se tornou possível devido ao aparecimento da fertilização interna. A membrana exterior, casca mole, evoluiu como uma protecção contra os ambientes menos propícios existentes em terra, à medida que as espécie evoluíam para fazerem a postura em terra, mais segura para tal que o ambiente aquático. Pode-se assumir que os antepassados dos amniotas faziam a sua postura em lugares húmidos. Assim, os animais de pequenos porte não teriam grande dificuldade em encontrar locais apropriados para a postura.
Nos peixes e nos anfíbios existe apenas uma membrana interna, também chamada membrana embrionária. No amniotas, a anatomia interna do ovo evoluiu mais um pouco. Novas estruturas desenvolveram-se para lidar com a troca de gases e com os resíduos de excreção. Para que se desenvolvessem cascas de ovos mais grossas e resistentes, não havia outra alternativa para além de se encontrar novas maneira de fornecer oxigénio ao embrião, já que a simples difusão dos gases era insuficiente. Após o ovo ter desenvolvidos estas estruturas, foi possível uma maior sofisticação que permitiu que eles pudessem ser de maiores dimensões e pudessem ser postos em locais menos húmidos. Ovos maiores significam recém-nascidos de maiores dimensões e adultos maiores significam ovos maiores: os amniotas tinham assim a oportunidade de poderem se tornar animais de maiores dimensões, em comparação com os seus antepassados. Mas o crescimento real e efectivo não era o maior possível, visto que a sua alimentação ainda se baseava em pequenos invertebrados: tiveram que começar a se alimentar de plantas e de outros vertebrados. A exploração de novos habitats que a conquista da terra significou e o progressivo aumento das dimensões corporais, significou outro passo evolutivo para os amniotas, quer em termos de comportamento quer anatómicos.
Existem três tipos principais de amniotas, que podem ser diferenciados pela estrutura do esqueleto e em particular, pelo número de abertural temporais atrás do olho. Nos anapsídeos não existe nenhuma abertura, nos sinapsídeos existe um par e nos diapsídeos existem dois pares. Restos de esqueletos de amniotas podem ser identificados por terem pelo menos dois pares de costelas sacrais e um astrágalo no tornozelo.

## Classificação

### Filogenia
Amniota foi formulada em 1866 por Ernst Haeckel como um grupo de classificação incerta que pretendia reunir todos os vertebrados terrestres posteriores aos anfíbios. Posteriormente, o grupo foi reorganizado na filogenia moderna como um clado para reunir mamíferos, répteis e aves, assumindo posteriormente a convergência entre synapsidas e diapsidas no lugar de Reptilia no começo do século XXI, indicando que a divergência evolutiva entre os grupos ocorreu ainda na evolução dos anfíbios. Assim, traços considerados "répteis" em synapsida passaram a ser considerados como evolução convergente, conforme a elaboração de Reptiliomorpha. O clado Sauropsida, contendo táxons mais basais substituiu Diapsida dentro da divergência em Amniota, sendo tecnicamente sinonímia de Reptilia, tornando o Diapsida como um derivado (mais "avançado" evolutivamente).
Abaixo segue uma análise filogenética de acordo com estudos genéticos mais recentes:
|  | Sphenodontia |
|  |              |
|  | Squamata     |
|  |              |

|             | Testudines                                          |
|             |                                                     |
| Archosauria | \| \| Crocodilia \| \| \| \| \| \| Aves \| \| \| \| |
|             | \| \| Crocodilia \| \| \| \| \| \| Aves \| \| \| \| |
|             | Crocodilia                                          |
|             |                                                     |
|             | Aves                                                |
|             |                                                     |

|  | Crocodilia |
|  |            |
|  | Aves       |
|  |            |

|  | Sphenodontia |
|  |              |
|  | Squamata     |
|  |              |

|             | Testudines                                          |
|             |                                                     |
| Archosauria | \| \| Crocodilia \| \| \| \| \| \| Aves \| \| \| \| |
|             | \| \| Crocodilia \| \| \| \| \| \| Aves \| \| \| \| |
|             | Crocodilia                                          |
|             |                                                     |
|             | Aves                                                |
|             |                                                     |

|  | Crocodilia |
|  |            |
|  | Aves       |
|  |            |

|  | Sphenodontia |
|  |              |
|  | Squamata     |
|  |              |

|             | Testudines                                          |
|             |                                                     |
| Archosauria | \| \| Crocodilia \| \| \| \| \| \| Aves \| \| \| \| |
|             | \| \| Crocodilia \| \| \| \| \| \| Aves \| \| \| \| |
|             | Crocodilia                                          |
|             |                                                     |
|             | Aves                                                |
|             |                                                     |

|  | Crocodilia |
|  |            |
|  | Aves       |
|  |            |

|  | Sphenodontia |
|  |              |
|  | Squamata     |
|  |              |

|             | Testudines                                          |
|             |                                                     |
| Archosauria | \| \| Crocodilia \| \| \| \| \| \| Aves \| \| \| \| |
|             | \| \| Crocodilia \| \| \| \| \| \| Aves \| \| \| \| |
|             | Crocodilia                                          |
|             |                                                     |
|             | Aves                                                |
|             |                                                     |

|  | Crocodilia |
|  |            |
|  | Aves       |
|  |            |

|  | Sphenodontia |
|  |              |
|  | Squamata     |
|  |              |

|             | Testudines                                          |
|             |                                                     |
| Archosauria | \| \| Crocodilia \| \| \| \| \| \| Aves \| \| \| \| |
|             | \| \| Crocodilia \| \| \| \| \| \| Aves \| \| \| \| |
|             | Crocodilia                                          |
|             |                                                     |
|             | Aves                                                |
|             |                                                     |

|  | Crocodilia |
|  |            |
|  | Aves       |
|  |            |

|  | Sphenodontia |
|  |              |
|  | Squamata     |
|  |              |

|             | Testudines                                          |
|             |                                                     |
| Archosauria | \| \| Crocodilia \| \| \| \| \| \| Aves \| \| \| \| |
|             | \| \| Crocodilia \| \| \| \| \| \| Aves \| \| \| \| |
|             | Crocodilia                                          |
|             |                                                     |
|             | Aves                                                |
|             |                                                     |

|  | Crocodilia |
|  |            |
|  | Aves       |
|  |            |

|  | Sphenodontia |
|  |              |
|  | Squamata     |
|  |              |

|             | Testudines                                          |
|             |                                                     |
| Archosauria | \| \| Crocodilia \| \| \| \| \| \| Aves \| \| \| \| |
|             | \| \| Crocodilia \| \| \| \| \| \| Aves \| \| \| \| |
|             | Crocodilia                                          |
|             |                                                     |
|             | Aves                                                |
|             |                                                     |

|  | Crocodilia |
|  |            |
|  | Aves       |
|  |            |

|  | Sphenodontia |
|  |              |
|  | Squamata     |
|  |              |

|             | Testudines                                          |
|             |                                                     |
| Archosauria | \| \| Crocodilia \| \| \| \| \| \| Aves \| \| \| \| |
|             | \| \| Crocodilia \| \| \| \| \| \| Aves \| \| \| \| |
|             | Crocodilia                                          |
|             |                                                     |
|             | Aves                                                |
|             |                                                     |

|  | Crocodilia |
|  |            |
|  | Aves       |
|  |            |

|  | Sphenodontia |
|  |              |
|  | Squamata     |
|  |              |

|             | Testudines                                          |
|             |                                                     |
| Archosauria | \| \| Crocodilia \| \| \| \| \| \| Aves \| \| \| \| |
|             | \| \| Crocodilia \| \| \| \| \| \| Aves \| \| \| \| |
|             | Crocodilia                                          |
|             |                                                     |
|             | Aves                                                |
|             |                                                     |

|  | Crocodilia |
|  |            |
|  | Aves       |
|  |            |

|  | Sphenodontia |
|  |              |
|  | Squamata     |
|  |              |

|             | Testudines                                          |
|             |                                                     |
| Archosauria | \| \| Crocodilia \| \| \| \| \| \| Aves \| \| \| \| |
|             | \| \| Crocodilia \| \| \| \| \| \| Aves \| \| \| \| |
|             | Crocodilia                                          |
|             |                                                     |
|             | Aves                                                |
|             |                                                     |

|  | Crocodilia |
|  |            |
|  | Aves       |
|  |            |

|  | Sphenodontia |
|  |              |
|  | Squamata     |
|  |              |

|             | Testudines                                          |
|             |                                                     |
| Archosauria | \| \| Crocodilia \| \| \| \| \| \| Aves \| \| \| \| |
|             | \| \| Crocodilia \| \| \| \| \| \| Aves \| \| \| \| |
|             | Crocodilia                                          |
|             |                                                     |
|             | Aves                                                |
|             |                                                     |

|  | Crocodilia |
|  |            |
|  | Aves       |
|  |            |

|  | Sphenodontia |
|  |              |
|  | Squamata     |
|  |              |

|             | Testudines                                          |
|             |                                                     |
| Archosauria | \| \| Crocodilia \| \| \| \| \| \| Aves \| \| \| \| |
|             | \| \| Crocodilia \| \| \| \| \| \| Aves \| \| \| \| |
|             | Crocodilia                                          |
|             |                                                     |
|             | Aves                                                |
|             |                                                     |

|  | Crocodilia |
|  |            |
|  | Aves       |
|  |            |

|  | Sphenodontia |
|  |              |
|  | Squamata     |
|  |              |

|             | Testudines                                          |
|             |                                                     |
| Archosauria | \| \| Crocodilia \| \| \| \| \| \| Aves \| \| \| \| |
|             | \| \| Crocodilia \| \| \| \| \| \| Aves \| \| \| \| |
|             | Crocodilia                                          |
|             |                                                     |
|             | Aves                                                |
|             |                                                     |

|  | Crocodilia |
|  |            |
|  | Aves       |
|  |            |

|  | Sphenodontia |
|  |              |
|  | Squamata     |
|  |              |

|             | Testudines                                          |
|             |                                                     |
| Archosauria | \| \| Crocodilia \| \| \| \| \| \| Aves \| \| \| \| |
|             | \| \| Crocodilia \| \| \| \| \| \| Aves \| \| \| \| |
|             | Crocodilia                                          |
|             |                                                     |
|             | Aves                                                |
|             |                                                     |

|  | Crocodilia |
|  |            |
|  | Aves       |
|  |            |

|  | Sphenodontia |
|  |              |
|  | Squamata     |
|  |              |

|             | Testudines                                          |
|             |                                                     |
| Archosauria | \| \| Crocodilia \| \| \| \| \| \| Aves \| \| \| \| |
|             | \| \| Crocodilia \| \| \| \| \| \| Aves \| \| \| \| |
|             | Crocodilia                                          |
|             |                                                     |
|             | Aves                                                |
|             |                                                     |

|  | Crocodilia |
|  |            |
|  | Aves       |
|  |            |

|  | Sphenodontia |
|  |              |
|  | Squamata     |
|  |              |

|             | Testudines                                          |
|             |                                                     |
| Archosauria | \| \| Crocodilia \| \| \| \| \| \| Aves \| \| \| \| |
|             | \| \| Crocodilia \| \| \| \| \| \| Aves \| \| \| \| |
|             | Crocodilia                                          |
|             |                                                     |
|             | Aves                                                |
|             |                                                     |

|  | Crocodilia |
|  |            |
|  | Aves       |
|  |            |

### Taxonomia
- Superordem Reptiliomorpha
  - Amniota (verdadeiros amniotas)
    - Casineria (amniotas primitivos)
    - Classe Synapsida
      - Ordem Therapsida
        - Classe Mammalia - Mamíferos

    - Classe Sauropsida - Répteis
      - Batropetes
      - Ordem Mesosauridae
      - Subclasse Anapsida
      - Eureptilia
        - Família Captorhinidae
        - Família Protorothyrididae
          - Hylonomus

        - Subclasse Diapsida
          - Classe Aves